# عفونت استافیلوکوک
عفونت استافیلوکوک یا عفونت استاف عفونتی است که توسط باکتری‌هایی از جنس استافیلوکوک ایجاد می‌شود. این باکتری‌ها معمولاً در پوست و بینی در جایی که بی‌ضرر است ساکن هستند، اما ممکن است از طریق بریدگی یا خراش‌های کوچک وارد بدن شوند. پس از داخل بدن، باکتری ممکن است به تعدادی از سیستم‌ها و اندام‌های بدن از جمله قلب گسترش یابد، جایی که سموم تولید شده توسط باکتری ممکن است باعث ایست قلبی شود. پس از شناسایی باکتری به عنوان عامل بیماری، درمان اغلب به شکل آنتی‌بیوتیک و در صورت امکان تخلیه ناحیه آلوده انجام می‌شود. با این حال، بسیاری از سویه‌های این باکتری به آنتی‌بیوتیک مقاوم شده‌اند. برای کسانی که از این نوع عفونت رنج می‌برند، سیستم ایمنی بدن تنها دفاع در برابر این بیماری است. اگر آن سیستم ضعیف شده یا به خطر بیفتد، ممکن است بیماری به سرعت پیشرفت کند. هرکسی ممکن است به استاف مبتلا شود، اما زنان باردار کودکان و افراد مبتلا به بیماری‌های مزمن یا نقص سیستم ایمنی بدن اغلب مستعد ابتلا به عفونت هستند.

## انواع
| عفونتهای اصلی استافیلوکوک اورئوس           | عفونتهای اصلی استافیلوکوک اورئوس |
| نوع                                        | مثال‌ها |
| ------------------------------------------ | --- |
| عفونت‌های موضعی پوست                        | - چربی و سایر آبسه‌های کوچک و سطحی در غدد عرق یا سباسه - آبسه‌های زیر جلدی (جوش می‌خورد) در اطراف بدنهای خارجی - عفونتهای بزرگ و عمیق (کفگیرک) احتمالاً باعث می‌شود - فولیکولیت عفونت یک فولیکول مو - عفونت گوش |
| انتشار عفونت پوست                          | - زردزخم - سلولیت |
| عفونت‌های عمیق و موضعی                      | - عفونت استخوان حاد و مزمن - عفونت مفصلی |
| سایر عفونت‌ها                               | - آسم و رینیت - سینوزیت حاد و سینوزیت مزمن - <i id="mwWw">اندوکاردیت عفونی حاد</i> - سپتیسمی - سینه پهلو                                                                                                   |
| سموم                                       | - سندرم شوک سمی - گاستروانتریت - <i id="mwcQ">سندرم پوسته پوسته شده</i> |
| مگر در موارد دیگر در جعبه‌ها مشخص شده، مرجع | |

سایر عفونت‌ها عبارتند از:
- عفونت در فضای بسته از نوک انگشتان، معروف به عقربک.
- درگیری مشکوک در درماتیت آتوپیک (اگزما)، از جمله کارآزمایی‌های بالینی مرتبط.

عفونتهای استافی بسیاری از دلایل مختلف مانند:
- زخمهای باز - این بزرگ‌ترین علت عفونت استاف است. هر نوع زخم باز، حتی به اندازه برش کاغذ، در معرض آلودگی است. باکتری‌های استاف از طریق هر زخم باز وارد بدن می‌شوند، بنابراین درمان صحیح، ضد عفونی و باند مناسب زخم‌ها بسیار مهم است.
- تماس با افراد آلوده یا سطوح - در تماس با شخصی که قبلاً آلوده شده‌است، عفونتهای استاف بسیار مسری است. فرد مبتلا به عفونت استاف تا زمانی که باکتری کاملاً خارج از بدن خود نباشد مسری است و هرگونه زخم ناشی از عفونت بهبود می‌یابد. معمول است که گسترش استاف در ورزش‌های تماسی مانند کشتی مشاهده شود.
- سیستم ایمنی ضعیف - هرکسی به هر دلیلی دارای سیستم ایمنی ضعیف باشد، می‌تواند به راحتی تحت تأثیر باکتری‌های استاف قرار گیرد، زیرا بدن آنها نیز قادر به دفاع در برابر باکتری‌های عفونی نیست.
- ملحفه‌های بدون شستشو - باکتری‌های استاف در شرایط سخت بسیار مقاوم هستند. حوله‌های حمام شسته نشده، پتو، روتختی و لباس، می‌توانند محیط مناسبی برای رشد این باکتری ایجاد کنند. این مورد باید مورد توجه قرار گیرد، زیرا هر روز مردم در زندگی روزانه خود از ملافه استفاده می‌کنند.
- عفونت بعد از عمل - بیمارستان‌ها مکانی بسیار متداول برای آلودگی باکتریهای استاف هستند. این مسئله وقتی افراد جراحی می‌شوند مشکل ساز می‌شود، زیرا در بعضی موارد با بازشدن برش، فرد در معرض آن قرار می‌گیرد.
- وسایل تهاجمی - وسایل پزشکی که هرگونه ارتباطی به اندام‌ها به خارج از بدن دارند، بسیار مشکل ساز هستند، زیرا آنها اجازه می‌دهند یک مسیر باز آسان به داخل بدن انجام شود. نمونه‌هایی از این دستگاه‌ها عبارتند از: کاتترها، لوله‌های دیالیز، لوله‌های تغذیه کننده، لوله‌های تنفسی و غیره

## علائم و نشانه‌ها
عفونت استاف به‌طور معمول با ایجاد قرمزی، چرک، تورم و حساسیت به پوست در مناطق آلوده مشخص می‌شود. اما هر نوع عفونت پوستی ناشی از باکتری استاف متفاوت است.

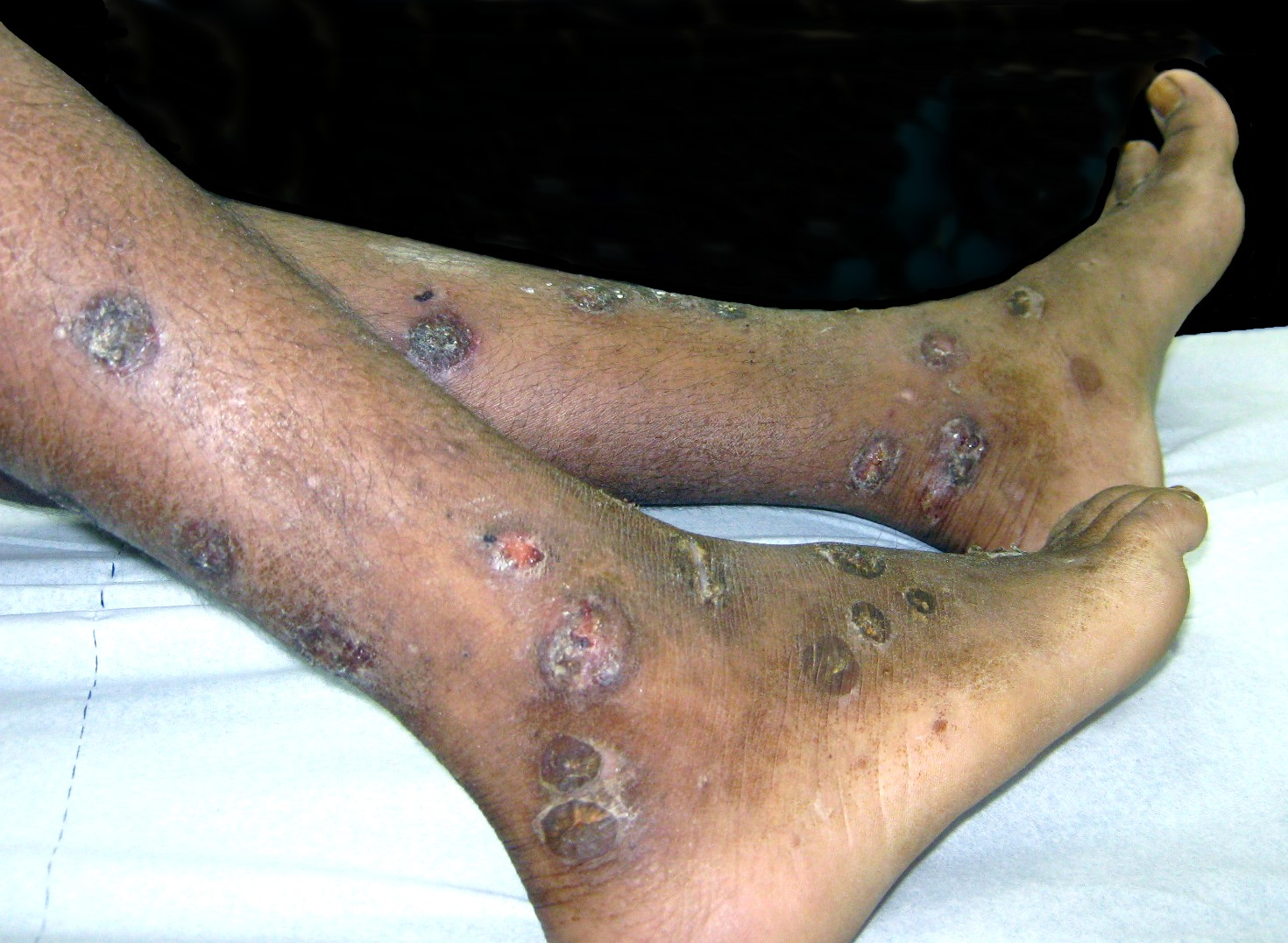
زردزخم

چند عفونت پوستی رایج ناشی از باکتریهای استاف عبارتند از:
- جوش - جوش‌ها رایج‌ترین نوع عفونت استاف هستند، آنها توده‌های چرک سفید هستند که از جایی شروع می‌شوند که یک فولیکول مو یا غده روغن وجود دارد. جوش در جایی که عفونت روی پوست قرار دارد، لطیف و قرمز است.
- زردزخم- زردزخم در بین کودکان برجسته است و معمولاً در اطراف دهان، بینی، دست و پا آنها قرار دارد. مانند بثورات تاول‌های دردناک ظاهر می‌شود، سرانجام چرک‌هایی ایجاد می‌کند که به رنگ زرد مایل به قرمز است.
- سلولیت - سلولیت نیز مانند بثورات پوستی است. پوست آلوده قرمز، متورم و معمولاً گرم خواهد بود. سلولیت معمولاً قسمت پایین پاها را آلوده می‌کند، اما به ندرت می‌تواند روی صورت و بازوها نیز تأثیر بگذارد.

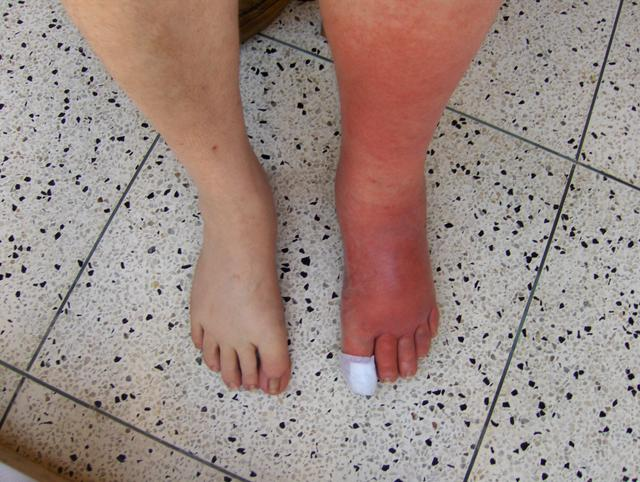
سلولیت راش

- سلولیت راش سندرم پوستی پوسته پوستی استافیلوکوک - سندرم پوستی پوسته پوسته شده استافیلوکوک توسط سموم ایجاد شده در هنگام عفونت استاف بسیار شدید ایجاد می‌شود. این بیماری با تب، بثورات و تاول مشخص می‌شود.
- استافیلوکوک اورئوس مقاوم به متی سیلین (MRSA) - MRSA یکی از رایج‌ترین سویه مقاوم به آنتی‌بیوتیک باکتری‌های استاف است. درمان از سایر عفونتهای استاف سخت‌تر است. MRSA باعث بثورات، جوش‌ها، زخم‌ها و آبسه‌های دیگر می‌شود.

## معالجه
درمان عفونت استافی بستگی به نوع و شدت عفونت دارد. درمان‌های رایج عبارتند از آنتی‌بیوتیک‌ها، کرم‌های موضعی و تخلیه/ تمیز کردن زخم‌های عفونی.

## علم اشتقاق لغات
نام عمومی Staphylococcus از واژه یونانی "staphyle" گرفته شده‌است که به معنی دسته انگور است و "kokkos" به معنی دانه است. باکتری‌ها، که در زیر میکروسکوپ دیده می‌شوند، مانند شاخه ای از انگور یا آجیل ظاهر می‌شوند.

## همه‌گیرشناسی
باکتری‌های استافیلوکوک از خانواذه باکتری‌های منتشر شونده است. براساس CDC، با فشار از بیمارستانها برای پیشگیری بهتر از عفونتهای استافی، درصد افراد مبتلا به‌طور چشمگیری کاهش یافته‌است. اما عفونت‌های استاف هنوز هم برجسته هستند و همچنان نگرانی در بین متخصصان بهداشت و درمان به ویژه با سویه‌های جدید مقاوم به آنتی‌بیوتیک وجود دارد. در ایالات متحده شیوع عفونت استاف حدود ۳۸٫۲ تا ۴۵٫۷ در ۱۰۰۰۰۰ نفر در سال است؛ در سایر کشورهای جهان اول متوسط بروز آن بین ۱۰ تا ۳۰ در ۱۰۰۰۰۰ نفر در سال است.